# Pico (ostrov)
Pico (portugalsky Ilha do Pico) je jeden z Azorských ostrovů. Je známý především díky zdejšimu stratovulkánu Montanha do Pico, který dosahuje nadmořské výšky 2351 m, což z něj činí nejvyšší horu Portugalska. Ostrov je druhý největší na Azorách. Je dlouhý 42 km a ve svém nejširším bodě dosahuje 15 km šířky. Celkem zabírá plochu o výměře 447 km². Správním centrem ostrova je městečko Madalena. Picu se přezdívá Černý ostrov kvůli jeho černé vulkanické půdě. Je to jediný ostrov na Azorách, kde většinu plochy zaujímají původní vavřínové a listnaté lesy.

## Světové dědictví

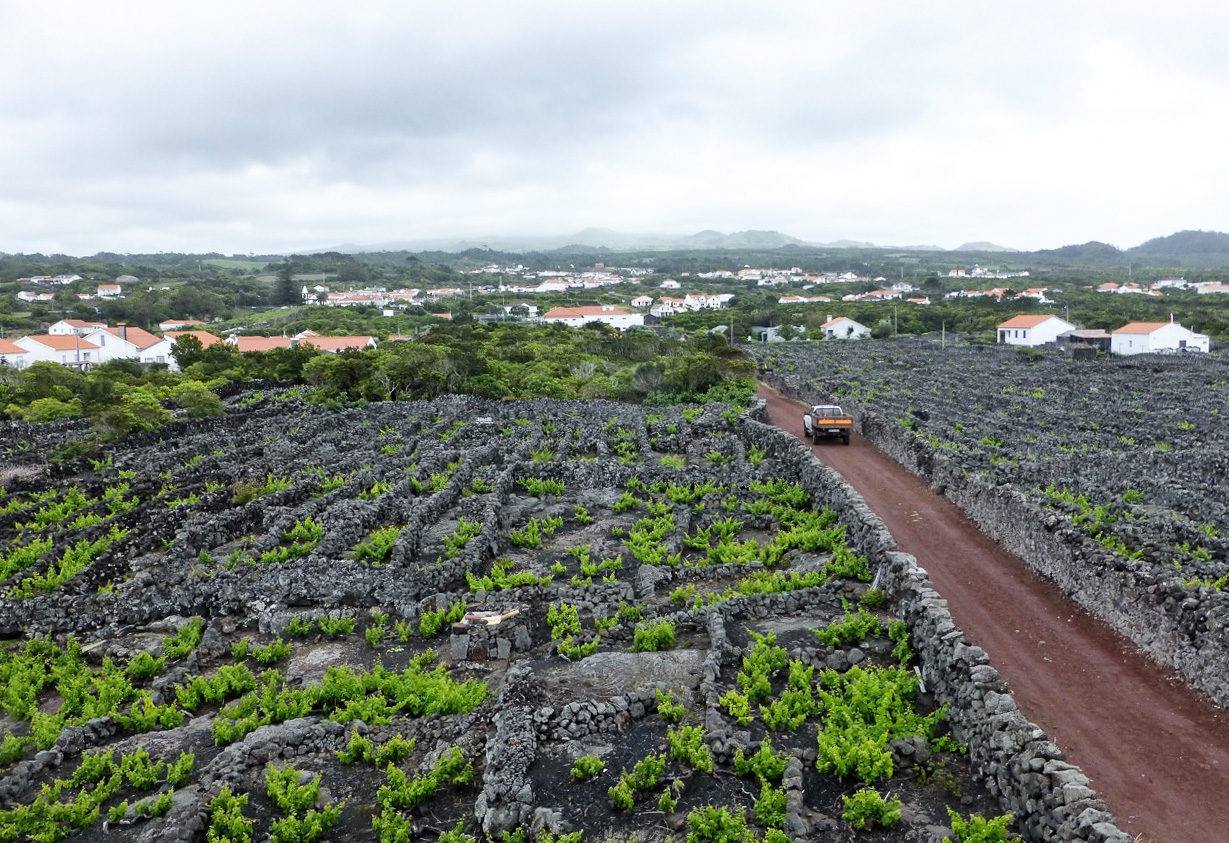
Vinná réva mezi zídkami

Zdejší vinařská kulturní krajina v západní části ostrova byla v roce 2004 zapsána na seznam světového dědictví UNESCO. Vinná réva se tu začala pěstovat koncem 15 století. Ostrov, pokládaný za neúrodný, se ukázal být vhodný právě pro pěstování vína ve zdejší sopečné půdě. Réva je tu chráněna před větry kamennými zídkami. 

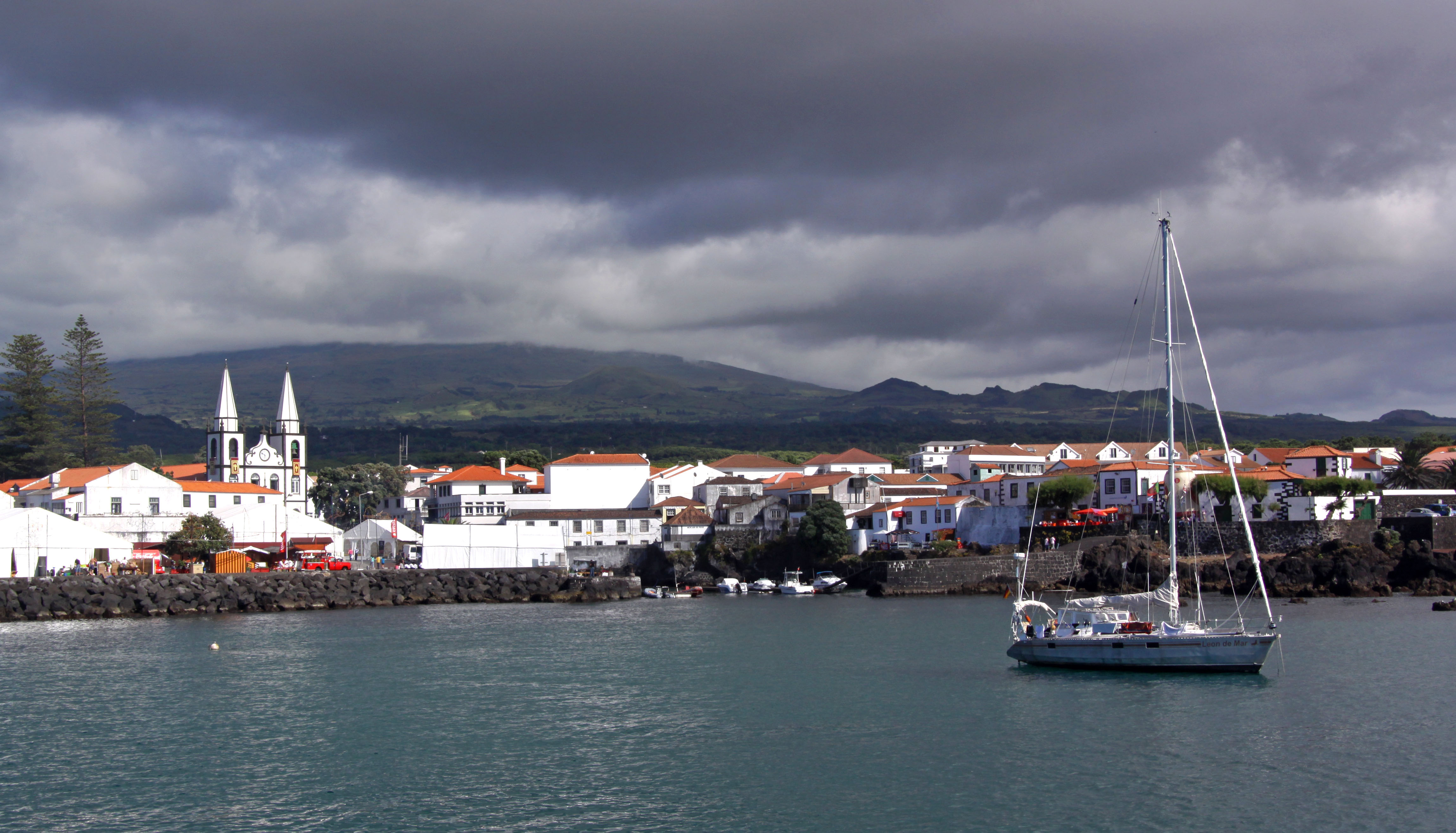
Madalena

Víno bylo vyváženo do mnoha zemí Evropy i Ameriky. V pěstování vína však došlo k útlumu kvůli škůdcům a tak produkce vína již není na 1.místě v ekonomice ostrova. Obyvatelé pracují hlavně v zemědělství, výrobě sýrů, rybolovu a v cestovním ruchu.
Tak jako na ostatních azorských ostrovech se i zde občas vyskytuje zemětřesení. Bylo zde v letech 1957, 1973 a naposled v r. 1998, kdy dosáhlo magnitudy 5,8.[zdroj?]